# 錾刻胶

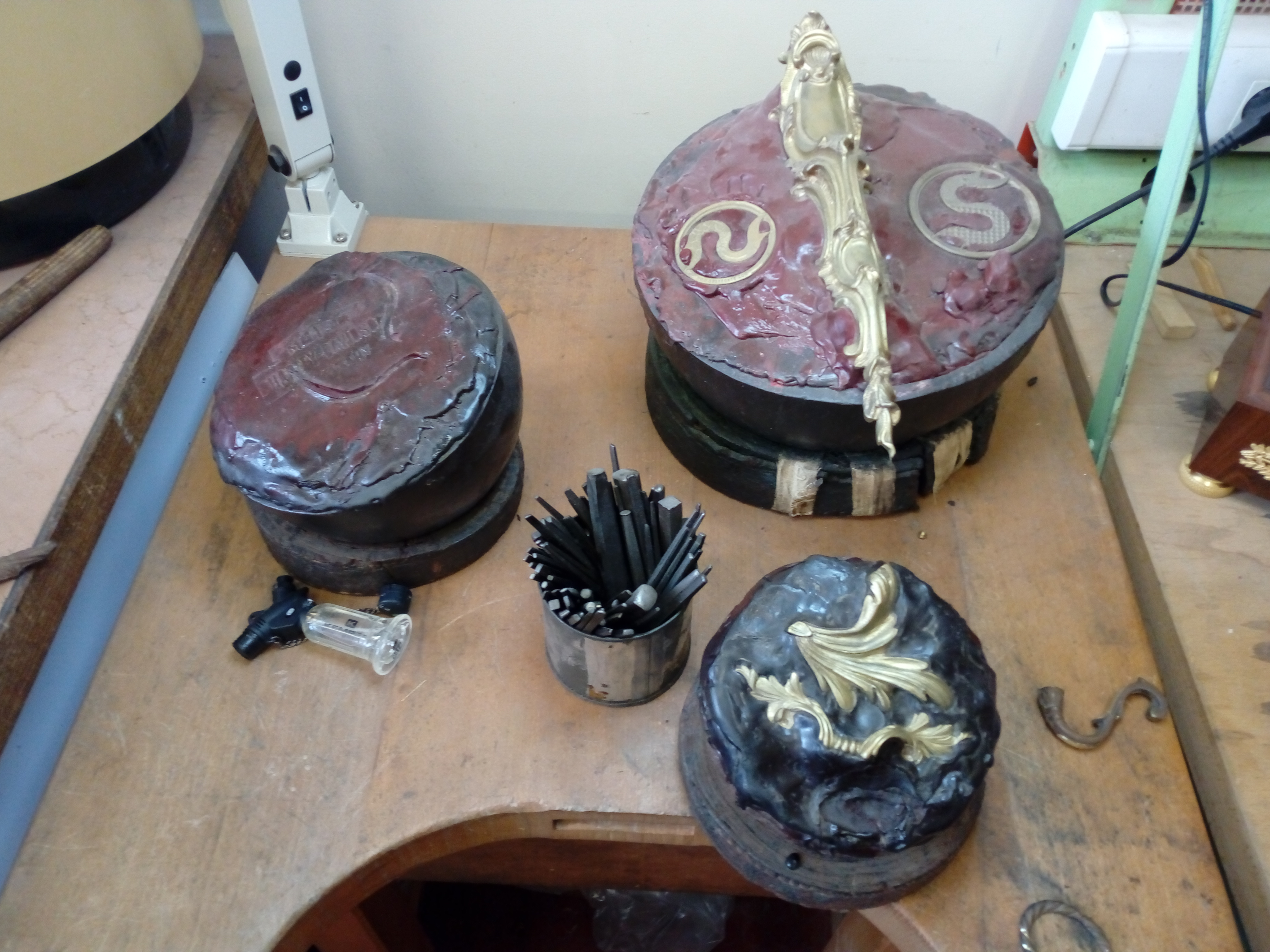

錾刻胶是用于固定需要雕刻的金属物件（如金器、银器、铜器等）的粘胶。趁胶遇热软化时将金属物件固定于胶上，冷却硬化后再进行雕镂，完成后再加热脱胶。一般用松香、植物油、大白粉等材料配制而成。